# Stade Miloud-Hadefi
Le stade Miloud Hadefi (en arabe : ملعب ميلود هدفي) est un stade omnisports, dont la capacité est de 40 143 places, et revêtu en gazon naturel. Il est situé dans l'arrondissement de Belgaïd de la commune de Bir El Djir dans la banlieue est d'Oran. Il est inauguré le 17 juin 2021 lors d'un match amical international joué entre l'Algérie A' et le Liberia.

## Histoire
Le projet du lancement du complexe olympique a été lancé en décembre 2006, le stade devait accueillir 75 000 places au départ, mais cette capacité a été revue subitement à la baisse jusqu'à 40 000 places.
Le lancement officiel des travaux a eu lieu en juin 2010. Sa réalisation a été confiée à l’entreprise chinoise Metallurgical China Construction (MCC). Une enveloppe budgétaire de 142,3 Million de dollars américains a été affectée à la construction du stade. Répondant aux normes internationales, le stade d'Oran sera en mesure d'accueillir des compétitions nationales et internationales de très haut niveau.
Le stade est inauguré le 17 juin 2021 lors du match amical de football Algérie A' - Liberia, match à huis clos en raison de la pandémie de Covid-19 en Algérie. 
Le 23 juin 2022, le complexe est inauguré et baptisé par le président Abdelmadjid Tebboune au nom de l'ancien footballeur international et du MC Oran, Miloud Hadefi et devient donc le Complexe olympique Miloud Hadefi,.

## Description
Le complexe olympique s'étend sur 105 hectares à Oran-Est. Il est situé à Bir El Djir au sud-est d'Oran. Ce stade est également destiné aux compétitions de l'athlétisme avec sa piste olympique et a une capacité de 40 143 places couvertes. En plus du stade, nombre d’installations sportives modernes sont prévues : quatre terrains dont deux en gazon naturel et deux en gazon synthétique, une salle omnisports d’une capacité de 5 000 places, deux bassins olympiques couverts et un centre de formation pédagogique d’une capacité de 150 places. 

### La pelouse
Le stade d'Oran est doté d'une pelouse hybride, pelouse naturelle renforcée de fibres synthétiques. Le stade sera doté d'une gazonnière, une première en Afrique, la gazonnière permet de reprendre la pelouse en une semaine avec la technique de déplacage et replacage du gazon.

## Sécurité
- Le complexe sportif est doté d'un système de surveillance par camera.
- Le délai d'évacuation du public est de 7 minutes.

## Matches et événements importants
Le stade a accueilli plusieurs événements, les Jeux méditerranéens de 2022, le CHAN 2022, les Championnats panarabes d'athlétisme 2025.

### Matchs Importants
| Date              | Match                        | Résultat         | Type                                                           |
| ----------------- | ---------------------------- | ---------------- | -------------------------------------------------------------- |
| 17 juin 2021      | Algérie A' - Liberia         | 5 – 1            | Amical (Inauguration du stade)                                 |
| 4 juillet 2022    | Maroc U18 - Turquie U18      | 4 – 2            | JM 2022 - 3éme place                                           |
| 4 juillet 2022    | France U18 - Italie U18      | 1 – 0            | JM 2022 - Finale                                               |
| 23 septembre 2022 | Algérie - Guinée             | 1 – 0            | Amical                                                         |
| 27 septembre 2022 | Algérie - Nigeria            | 2 – 1            | Amical                                                         |
| 29 septembre 2022 | Algérie A' - Soudan          | 2 – 0            | Amical                                                         |
| 16 novembre 2022  | Algérie - Mali               | 1 – 1            | Amical                                                         |
| 28 janvier 2023   | Niger A' - Ghana A'          | 2 – 0            | CHAN 2022 - 1/4 de finale                                      |
| 31 janvier 2023   | Algérie A' - Niger A'        | 5 – 0            | CHAN 2022 - 1/2 finale                                         |
| 3 février 2023    | Niger A' - Madagascar A'     | 0 – 1            | CHAN 2022 - 3e place                                           |
| 21 mars 2023      | JS Saoura - Al Kuwait        | 1 – 1            | Coupe Arabe 2023 - 1er tour                                    |
| 26 mai 2023       | JS Saoura - ASO Chlef        | 1 – 3            | Coupe d'Algérie - 1/4 de finale (1er match de Coupe d'Algérie) |
| 22 juin 2023      | ASO Chlef - CR Belouizdad    | 2 – 1            | Coupe d'Algérie – finale                                       |
| 23 septembre 2023 | MC Oran - JS Saoura          | 1 – 1            | Ligue 1 Pro. – 2e journée (1er match du Championnat d'Algérie) |
| 5 septembre 2024  | Algérie - Guinée équatoriale | 2 – 0            | Éliminatoires CAN 2025 – Gr. E, 1re journée                    |
| 20 septembre 2024 | CR Belouizdad - AS Douanes   | 1 – 0ap (4-3)Tab | Ligue des Champions de la CAF 2024/25                          |
| 21 septembre 2024 | USM Alger - Stade tunisien   | 2 – 0            | Coupe de la Confédération 2024/25                              |
| 5 septembre 2024  | Algérie - Guinée équatoriale | 2 – 0            | Eliminatoires CAN 2025                                         |

## Accès
Le stade d'Oran est desservi par la RN11, entre les localités de Sidi El-Bachir et de Belgaïd dans la daïra de Bir El Djir, par la gare d'Oran et par l'Aéroport d'Oran - Ahmed Ben Bella. Une ligne de métro desservant le stade est en cours d'étude.